# Roberto Janet
Roberto Janet Durruty (ur. 29 sierpnia 1986 w Santiago de Cuba) – kubański lekkoatleta specjalizujący się w rzucie młotem, olimpijczyk.
W 2005 zdobył srebro mistrzostw panamerykańskich juniorów, a rok później triumfował na młodzieżowych mistrzostwach NACAC w Santo Domingo. W 2009 sięgnął po złoty medal czempionatu Ameryki Środkowej i Karaibów. Rok później wywalczył złoto mistrzostw ibero-amerykańskich. W 2011 zdobył swój drugi złoty krążek mistrzostw Ameryki Środkowej i Karaibów oraz zajął 5. miejsce na igrzyskach panamerykańskich. Rok później ponownie triumfował na ibero-amerykańskim czempionacie. Reprezentował Kubę na igrzyskach olimpijskich w Londynie (2012). W 2014 stanął na najwyższym stopniu podium igrzysk Ameryki Środkowej i Karaibów. Srebrny medalista igrzysk panamerykańskich w Toronto (2015). Medalista mistrzostw Kuby.
Rekord życiowy: 78,02 (28 maja 2015, Hawana) – rekord Kuby.

## Osiągnięcia
| Rok  | Impreza                                  | Miejsce        | Lokata            | Wynik |
| ---- | ---------------------------------------- | -------------- | ----------------- | ----- |
| 2005 | Mistrzostwa panamerykańskie juniorów     | Windsor        | 2. miejsce        | 66,76 |
| 2006 | Młodzieżowe mistrzostwa NACAC            | Santo Domingo  | 3. miejsce        | 66,28 |
| 2009 | Mistrzostwa Ameryki Środkowej i Karaibów | Hawana         | 1. miejsce        | 73,80 |
| 2010 | Mistrzostwa ibero-amerykańskie           | San Fernando   | 1. miejsce        | 73,82 |
| 2011 | Mistrzostwa Ameryki Środkowej i Karaibów | Mayagüez       | 1. miejsce        | 71,65 |
| 2011 | Igrzyska panamerykańskie                 | Guadalajara    | 5. miejsce        | 69,46 |
| 2012 | Mistrzostwa ibero-amerykańskie           | Barquisimeto   | 1. miejsce        | 72,74 |
| 2012 | Igrzyska olimpijskie                     | Londyn         | el. – 19. miejsce | 73,34 |
| 2013 | Mistrzostwa świata                       | Moskwa         | el. – 23. miejsce | 71,73 |
| 2014 | Puchar interkontynentalny                | Marrakesz      | 6. miejsce        | 71,98 |
| 2014 | Igrzyska Ameryki Środkowej i Karaibów    | Xalapa         | 1. miejsce        | 74,11 |
| 2015 | Igrzyska panamerykańskie                 | Toronto        | 2. miejsce        | 74,78 |
| 2015 | Mistrzostwa NACAC                        | San José       | 1. miejsce        | 72,72 |
| 2015 | Mistrzostwa świata                       | Pekin          | 12. miejsce       | 72,50 |
| 2016 | Igrzyska olimpijskie                     | Rio de Janeiro | el. – 14. miejsce | 73,23 |